# Shiva Negar
Shiva Negar (en persan : شیوا نگار) née le 30 mai 1992 en Iran, est une actrice et mannequin irano-canadienne.

## Filmographie

### cinéma
- 2010 : Lost Journey : Donya
- 2012 : Please Kill Mr. Know It All : Patron
- 2015 : Let's Rap : Sylvia
- 2017 : Becoming Burlesque : Fatima Jackson-Aziz
- 2017 : American Assassin : Annika Ogden
- 2018 : The Amaranth : Mia

### Télévision
- 2011 : Ma baby-sitter est un vampire (téléfilm) : Lucia
- 2011 : Covert Affairs (série télévisée)
- 2013 : Hemlock Grove (série télévisée)
- 2014 : 24 Hour Rental (série télévisée)
- 2014 : Les Enquêtes de Murdoch (série télévisée) : Anna Rico
- 2015 : The Art of More (série télévisée) : Sanaa Mustafa
- 2016 : Four in the Morning (série télévisée) : Coralie
- 2016 : Downtown Browns (série télévisée) : Fati
- 2019 : Heartland (série télévisée) : Maya
- 2019 : Blood & Treasure (série télévisée) : Jamila Vaziri
- 2021: SEAL Team : premier maître Mina Hassan